# Lithobates bwana
Lithobates bwana är en groddjursart som först beskrevs av Hillis och de Sá 1988.  Lithobates bwana ingår i släktet Lithobates och familjen egentliga grodor. IUCN kategoriserar arten globalt som sårbar. Inga underarter finns listade i Catalogue of Life.